# Gunnar Andersen
Gunnar Andersen, norveški nogometaš in smučarski skakalec, * 18. marec 1890, Drøbak, Norveška, † 25. april 1968, Oslo, Norveška.
Andersen je bil član Lyna. Zbral je tudi 47 nastopov za norveško nogometno reprezentanco, kar je bil takrat državni rekord; nastopil je tudi na poletnih olimpijskih igrah leta 1912 in leta 1920.
Kot smučarski skakalec je leta 1912 postavil svetovni rekord, ko je skočil 47 m. Leta 1918 je kot prvi prejel Egebergs Ærespris - nagrado za dvojne športnike.